# 尼基塔·恰普林
尼基塔·尤里耶维奇·恰普林（羅馬化：Nikita Yur'yevich Chaplin；1982年7月28日—）是俄罗斯政治人物，第八届国家杜马代表。
2004 年，他以优异的成绩毕业于莫斯科国立大学法学院。1999年至2007年在多家大型律师事务所担任律师。2007年至2021年，他担任第四届、第五届和第六届莫斯科州杜马代表。2021年8月，恰普林被任命为科洛姆纳市区政府特别代表。自2021年9月起，他担任第八届国家杜马代表。

## 制裁
恰普林于2022年因俄乌战争而受到英国政府制裁。

## 荣誉
- 祖国功勋勋章
- 一级梁赞圣巴兹尔勋章[6]